# Saint-Aubin-des-Bois, Eure-et-Loir
Saint-Aubin-des-Bois är en kommun i departementet Eure-et-Loir i regionen Centre-Val de Loire strax norr om centrala Frankrike. Kommunen ligger i kantonen Mainvilliers som tillhör arrondissementet Chartres. År 2022 hade Saint-Aubin-des-Bois 1 127 invånare.

## Befolkningsutveckling
Antalet invånare i kommunen Saint-Aubin-des-Bois
Referens:INSEE